# Васо Абашидзе
Вижте пояснителната страница за други личности с името Абашидзе.
Васо Абашидзе (на грузински: ვასო აბაშიძე) е грузински театрален актьор.
Роден е на 4 декември (22 ноември стар стил) 1854 година в Душети. Започва да играе в любителски театрални постановки, а от 1879 година в Тифлиския театър, като е смятан за родоначалник на грузинската актьорска школа на реализма. Жени се за актрисата Мако Сапарова-Абашидзе, с която имат дъщеря – Тасо Абашидзе, също актриса, но скоро се разделят.
Васо Абашидзе умира на 9 октомври 1926 година в Тбилиси и е погребан в Пантеона „Мтацминда“.